# Dietrich Becker
Dietrich Becker też Diederich, Diedrich, Dierich; Bekker, Bäkker (ur. prawdop. 26 lutego 1623 w Hamburgu, zm. 12 maja 1679 tamże)  – niemiecki kompozytor, organista, skrzypek okresu baroku.
Na temat edukacji informacje są znikome – wiadomo, że rozpoczynał działalność muzyczną po objęciu stanowiska organisty w Ahrensburgu. Później działał na dworze księcia Christiana Ludwiga w Celle, gdzie stał się znany jako wirtuoz skrzypiec. Po 1662 przeniósł się do Hamburga, gdzie pracował jako skrzypek w kapeli Rady Miejskiej.
Szczególnie ważne są jego osiągnięcia w dziedzinie muzyki instrumentalnej, choć jest także autorem utworów wokalnych.

## Dzieła
- Musikalischen Frühlingsfrüchte, 1668 – zbiór 3- do 5-głosowych sonat kameralnych z towarzyszeniem basso continuo
- Zweystimmigen Sonaten und Suiten – dwugłosowe sonaty i suity, 1674